# Ha-Levanon

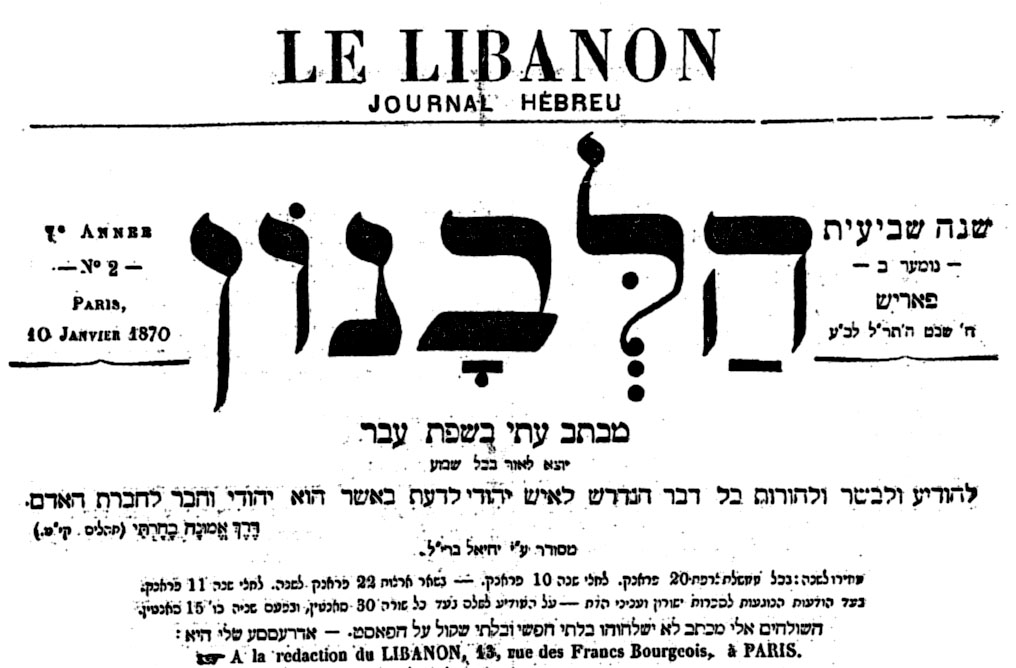
Ukázka vydání.

ha-Levanon (hebrejsky הלבנון, doslova Libanon) byl hebrejský psaný list vycházející v turecké Palestině od roku 1863 jako první hebrejské periodikum tištěné v Palestině v novověkých dějinách.
Šlo o týdeník. Sídlem redakce byl Jeruzalém a list vyjadřoval názory komunity ultraortodoxních Židů směru mitnagdim. Jeho zakladateli byli Jo'el Moše Solomon (později zakladatel města Petach Tikva) a Micha'el Kohen.